# گرده‌شناسی

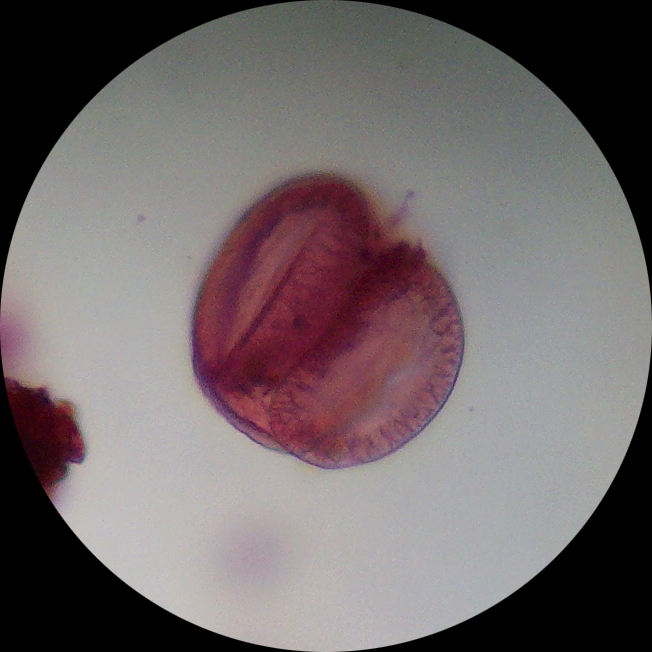
گرده کاج در زیر میکروسکوپ

گرده‌شناسی یا پالینولوژی (انگلیسی: Palynology) به دانش مطالعه ذرات و گرده‌های گیاهی گفته می‌شود. در گرده‌شناسی کلاسیک نمونه ذرات گردآوری‌شده از هوا، آب و نهشته‌های رسوبی مورد تجزیه و تحلیل قرار می‌گیرد. وضعیت و منشأ ارگانیک یا غیرارگانیک این ذرات به گرده‌شناس امکان شناسایی شرایط زیستی و محیطی منشأ ذرات را می‌دهد.
گرده‌شناسی دانشی میان‌رشته‌ای و شاخه‌ای از علوم زمین (زمین‌شناسی) و علوم زیستی (زیست‌شناسی و به‌ویژه گیاه‌شناسی) به‌شمار می‌رود. گرده‌شناسی چینه‌شناختی شاخه‌ای از ریزدیرین‌شناسی و دیرین‌گیاه‌شناسی است که به مطالعه گرده‌های سنگواره‌ای از دوران پرکامبرین تا هولوسن می‌پردازد.